# Hiệp hội bóng đá Zambia
Hiệp hội bóng đá Zambia (tiếng Anh: Football Association of Zambia; FAZ) là tổ chức quản lý, điều hành các hoạt động bóng đá ở Zambia. Hiệp hội quản lý đội tuyển bóng đá quốc gia Zambia, tổ chức các giải bóng đá như vô địch quốc gia và cúp quốc gia. Hiệp hội bóng đá Zambia gia nhập FIFA và CAF cùng năm 1964.